# Incomprensioni
Incomprensioni è un singolo del rapper italiano Fabri Fibra, il primo estratto dal quinto album in studio Chi vuole essere Fabri Fibra? e pubblicato il 20 marzo 2009.
Il pezzo utilizza un campionamento della canzone Per me è importante dei Tiromancino ed è cantata sopra le note del piano di quest'ultima, riarrangiato ad un beat di Big Fish. Il ritornello vede la partecipazione del frontman dei Tiromancino, Federico Zampaglione.

## Descrizione
Traccia conclusiva dell'album, il testo di Incomprensioni tratta della crisi economica italiana nella prima strofa dove Fibra nomina anche il presidente del consiglio. Nelle strofe seguenti il rapper parla di come è rimasto vincolato al suo personaggio artistico che lo ha portato al successo.

## Video musicale
Il video, diretto da Cosimo Alemà e prodotto da Fulvio Compagnucci, è liberamente ispirato al finale del film Trainspotting ed è stato presentato per la prima volta su MTV il 9 marzo 2009. L'intero video è strutturato come se si trattasse della fine di un film, con i crediti relativi a regia, produzione, cast ecc. che scorrono in sovraimpressione alle immagini.

## Tracce
1. Incomprensioni (con Federico Zampaglione) – 4:23

## Classifiche
| Classifica (2009) | Posizione massima |
| ----------------- | ----------------- |
| Italia            | 32                |